# Dørtærskel
Dørtærsklen (eller dørtrinnet) er et lavt trin i en døråbning i hele dennes bredde og udgør normalt anslag for underkanten af døren.
I folketro og mytologi har dørtrinnet betydning som den fysiske grænse mellem indenfor og udenfor, hvad der ved kristendommens indførelse i Norden førte til at en del runesten blev genbrugt som tærskelsten, og endnu i dag tilsiger traditionen i mange lande, at gommen bærer bruden over dørtrinnet ind i det fælles hjem efter vielsen. I Polen og Rusland siges det at bringe uheld at give hånd eller kysse henover en dørtærskel.